# Інститут російської мови імені В. В. Виноградова РАН
Інститу́т російської мови́ Російської академії наук — російська наукова організація, що входить до складу Відділу історико-філологічних наук РАН. Створений у 1944 році після реорганізації колишнього ИФЛИ (Московський інститут філософії, літератури та історії, 1931—1941). У 1995 році установі присвоєно ім'я видатного радянського лінгвіста й академіка  В. В. Виноградова.
Метою діяльності інституту є визначення пріоритетних напрямків вивчення російської мови і виконання фундаментальних, пошукових, прикладних науковий досліджень в області русистики, у тому числі й експертиза граматик, словників і довідників, котрі містять норми сучасної російської літературної мови.

## Основні проекти
- Електронний «Національний корпус російської мови» — інформаційно-довідкова система, заснована на зборі текстів у електронній формі. Національний корпус у першу чергу призначений для наукових досліджень лексики і граматики мови.
- Міжнародний науковий журнал «Російська мова в науковому висвітленні», створений для координації досліджень у області сучасної русистики.
- Довідкова служба російської мови, призначена для консультування приватних осіб та організацій з приводу правильності використання російської мови.

Також у інституті видається науково-популярний журнал «Русская речь», науково-популярні книги, словники та енциклопедії.

## Керівники
- акад. С. П. Обнорський (1944—1950)

У 1950—1958 роках перебував у складі поєднаного Інституту мовознавства АН СРСР; директора акад. В.В. Виноградов (1950—1954) і акад. В. І. Борковський (1954—1958).
- акад. В. В. Виноградов (1958—1968)
- член-корр. АН СРСР Ф. П. Філін (1968—1982)
- член-корр. РАН В. Н. Караулов (1982—1996)
- акад. А. М. Молдован (1997—2017)
- д.філ.н. М. Л. Каленчук (з 2017)